# Джеймі Ньюшул
Джеймі Ньюшул (англ. Jamie Neushul, 12 травня 1995) — американська ватерполістка.
Олімпійська чемпіонка 2020 року.